# Nyugat (hajó)
A Nyugat nevű magyar tengeri áruszállító gőzhajó 1912-ban épült Nagy-Britanniában, Treglisson néven. 1934-ban a Neptun Tengerhajózás Rt. megvásárolta, ekkor kapta a Nyugat nevet, innentől kezdve magyar zászló alatt hajózott.  

## Története
A Treglisson a John Readhead & Sons Ltd. hajógyárában épült a Tyne folyó torkolatában található South Shieldsben. 1912. szeptember 5-én bocsátották vízre, az építését novemberben fejezték be. A 112 méter hosszúságú, 4265 bruttóregisztertonnás gőzöst a St Ives-ben székelő Hain Steamship Co Ltd. (Sir Edward Hain és fia) rendelte meg. A hajó 1914-ben gabonát szállított Taganrogból Brémába, amikor Nagy-Britannia hadat üzent Németországnak, augusztus 4-én. A brémai kikötőben épp kirakodó hajót a német hatóságok hadizsákmányként lefoglalták.1915-ben a tulajdonos fia, az ifjabb Hain elesett Gallipolinál, így a céget eladták a The Peninsular and Oriental Steam Navigation Company (P&O)-nak. 1918 októberében a Treglisson-t a németek átnevezték Geestemünde-nek, azzal a szándékkal, hogy aknaszedővé alakítsák. Erre végül a háború vége miatt nem került sor, 1919-ben visszaadták a tulajdonosnak és visszakapta eredeti nevét.

### Magyar lobogó alatt
A Treglisson-t 1933-ban a Burger Bernát tulajdonában álló Neptun Tengerhajózási Rt. megvásárolta, és Nyugat néven, magyar zászló alatt szolgálatba állította. A hajó hivatalosan 1934. szeptember 24-én került magyar hajólajstromba. Az 1930-as évek második felében a Nyugat európai, valamint észak-, és dél-amerikai kikötők között hajózott, különféle szállítmányokkal.                                             
A II. világháború kitörése után a tulajdonos úgy próbálta csökkenteni a hajóra leselkedő veszélyeket, hogy 1941 elején átiratta a genfi székhelyű Corporation Société Anonyme Maritime et Commerciale vállalat tulajdonába (ez a vállalkozás a Neptun Rt. résztulajdonosa volt). Innentől kezdve a Nyugat a Lloyd's hajólajstromában panamai bejegyzésűként szerepelt. 1941. márciusában az Australian Wheat Board időbérbe vette a hajót, hogy lisztet szállítson Kínába. A Nyugat március 28-án futott ki Adelaide-ból, majd április 4-én Perth-ben kötött ki, a készletek feltöltése céljából. 1941. április 13-án a Timor-tengeren hajózó Nyugat-ot a holland haditengerészet Kortenaer nevű, Admiralen-osztályú rombolója (parancsnok: Antoine Kroese korvettkapitány) elfogta, majd Surabaya kikötőjébe kísérte. A parancsnokot, Zoller Miklós kapitányt és a főgépészt átadták a briteknek, ők a háború hátra lévő részét egy indiai internálótáborban töltötték. A legénység külföldi tagjait (horvát, szenegáli, norvég, vietnámi és és portugál tengerészeket) szabadon engedték. A magyar legénység maradékát másfél havi fogság után ugyancsak szabadon bocsátották. Ők a későbbiekben Jáván maradtak, a japán megszállás alatt is. A hajóra holland lobogó került és a Liran nevet kapta.               
A Liran-t a hollandok 1942. március 3-án Surabayánál elsüllyesztették, megelőzendő, hogy a japánok kezére kerüljön.